# پوش ثابت
پوش ثابت (به انگلیسی: Constant envelope) زمانی حاصل می‌شود که یک شکل موج سینوسی در یک سامانه خاص به تعادل برسد. این زمانی اتفاق می‌افتد که بازخورد منفی در یک سامانه کنترل، مانند کنترل بهره خودکار رادیویی یا زمانی که تقویت‌کننده به حالت ماندگار می‌رسد، اتفاق می‌افتد. حالت ماندگار، همان‌طور که در مهندسی برق تعریف می‌شود، پس از آرام‌گرفتن یک سامانه اتفاق می‌افتد. به‌طور دقیق تر، سامانه‌های کنترلی تا زمانی که به حالت ماندگار برسند ناپایدار هستند. برای پایداریِ سامانه باید پوش ثابتی رخ دهد، جایی که کمترین میزان نویز وجود دارد و بهره بازخورد سامانه را ثابت کرده است.
از بازحورد برای ایجاد یک سیگنال بازخوردی برای کنترل بهره، کاهش اعوجاج، کنترل ولتاژ خروجی، بهبود پایداری یا ایجاد ناپایداری، مانند یک نوسان‌ساز استفاده می‌شود. برخی از نمونه‌های مدولاسیون پوش ثابت مانند FSK, GFSK, MSK و GMSK هستند - همه مدولاسیون‌های پوش ثابت به تقویت‌کننده‌های توان اجازه می‌دهند تا در سطوح اشباع یا نزدیک به آن کار کنند. اگرچه، بازده طیف توان یک پوشِ دامنه غیرثابت همیشه بالاتر از مدولاسیون پوش ثابت است.